# チャイロカマハシフウチョウ
チャイロカマハシフウチョウ (Epimachus meyeri)は、スズメ目フウチョウ科の鳥類。

## 分布
ニューギニア